# Martes flavigula
La marta de garganta amarilla (Martes flavigula) es una especie de mamífero carnívoro de la familia Mustelidae que habita en Asia. Se le encuentra en los bosques montañosos templados del Himalaya, Sureste Asiático y del Este de Asia, incluyendo Rusia oriental y la península de Corea.

## Descripción
Las martas de garganta amarilla son martas relativamente grandes y se destacan por su apariencia flexible y musculosa. La larga cola mide aproximadamente dos tercios de la longitud de su cuerpo. Los machos adultos oscilan entre 50 y 71,9 cm de longitud (61,2 cm de media) y entre 2,5 y 5,7 kg de masa (3,3 kg de media). Las hembras son algo más pequeñas y miden de 50 a 62 cm de longitud (57,5 cm de media) y de 1,2 a 3,8 kg de masa (2,8 kg de media). La subespecie de Taiwán, Java, Malasia, Borneo y Sumatra son las más pequeñas, los machos apenas superan los 2 kg, mientras que las hembran pesan 1 kg.
Las martas de garganta amarilla tienen una coloración única, aunque puede variar considerablemente entre individuos y subespecies. La cabeza es de color negro o marrón oscuro, el dorso y la parte inferior son de color marrón claro o amarillo, el pecho y la garganta son de color amarillo brillante o dorado, y la cola es en su mayoría negra o marrón oscuro. La coloración de verano es más oscura y apagada que en invierno. Este patrón de color, particularmente la garganta amarilla por la que recibe su nombre, distingue a Martes flavigula de otras especies del género. En 2005, se reconocieron 9 subespecies de M. flavigula, que se distinguen por una ligera variación en la coloración y el pelaje. En general, estas subespecies se distinguen por la presencia o ausencia de una zona desnuda de piel en la pata trasera y por la longitud y el color del pelaje invernal del animal.

## Comportamiento
Las martas de garganta amarilla son principalmente diurnas, aunque se las ha observado activas por la noche. A diferencia de muchos mustélidos, las martas de garganta amarilla no son solitarias y en su lugar se han observado moviéndose en grupos de 2 u ocasionalmente 3. Se sabe que estos pequeños grupos cazan presas juntos, aumentando las posibilidades de una cacería exitosa. En general, las martas de garganta amarilla viajan por el suelo, pero pueden trepar hábilmente a los árboles y viajar de árbol en árbol saltando hasta 8 o 9 m. En Rusia, después de las nevadas de marzo, cuando la profundidad de la nieve alcanza los 50–60 cm, la marta se hunde en la nieve y prefiere moverse en las copas de los árboles, descendiendo gradualmente a las estribaciones montañosas hacia bosques de hoja ancha en lugares con poca nieve.

## Hábitos alimentarios

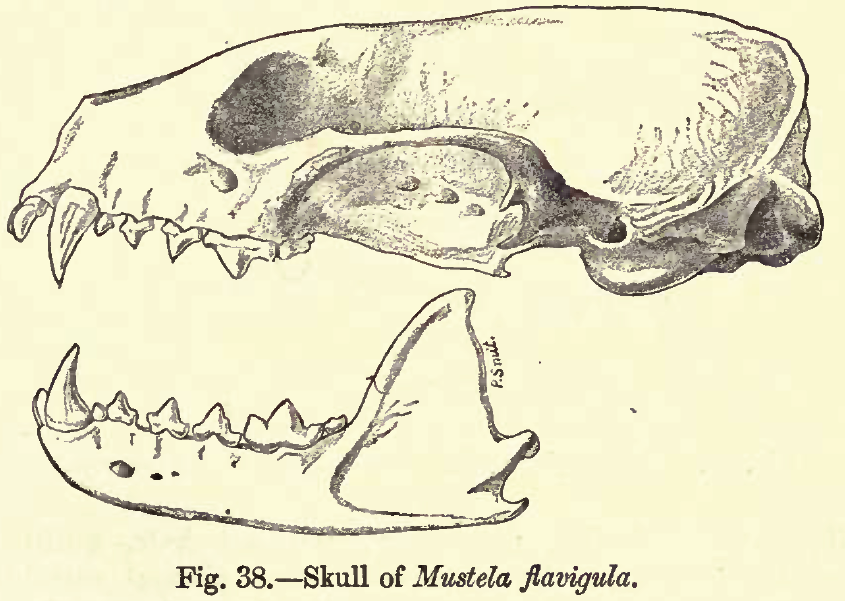
Cráneo de Martes flavigula

Se alimenta de roedores, picas, ardillas, ranas, insectos, miel y frutas. Incluso pueden llegar a cazar jóvenes ciervos almizcleros, corzos, chitales y otros artiodáctilos. Los lechones de jabalí a veces son tomados. También se puede aprovechar de bebes de panda y a veces de otros pequeños carnívoros como la marta cibelina y el perro mapache. En China, tras el análisis de 238 heces se determinó que la dieta de la marta de garganta amarilla fue diversa, con 53 tipos de alimentos y 603 alimentos identificados. En general, los mamíferos (predominantemente roedores) fueron el principal componente de la dieta (44.6 %), seguidos de frutas (43.5 %) e invertebrados, predominantemente insectos (51.8 %). Las aves se encontraron en el 6,2 % de las muestras. Serpientes, ranas, hojas, flores, cortezas y yemas se registraron en el 8,7 % de las heces. En Sikkim, el análisis de 105 excrementos de marta de garganta amarilla reveló que su espectro dietético constaba de 10 presas diferentes. La frecuencia de ocurrencia y ocurrencia relativa de roedores fue mayor (56,2 %, 35,5 %) en las heces seguidas de picas, pájaros (galliformes) y semillas (restos de frutos). La contribución de la biomasa a la biomasa total de presa consumida por la marta de garganta amarilla también fue máxima para roedores (39,3 %), seguidos de picas (22,3 %), galliformes (17,5 %) y el goral (6,7 %), respectivamente. La selección de presas por parte de la marta de garganta amarilla basada en el índice de Jacob indicó que los roedores, las aves (galliformes) y las picas fueron utilizados más de lo que estaban disponibles; el dzo, el tar del Himalaya, el muntiaco y el serau del Himalaya se utilizaron menos, mientras que goral del Himalaya se utilizó de acuerdo con su disponibilidad en el área.
En el este de Amur, las martas tienen una dieta exclusivamente carnívora, se alimentan principalmente de ungulados mamíferos pequeños y medianos (picas, roedores, ardillas voladoras siberianas, ardillas rojas, ardillas coreanas, liebres de Manchuria y liebres de montaña). Los Ungulados fueron un item muy importante, siendo el ciervo almizclero siberiano el más cazado (57.3 %), otros fueron, en menor proporción, cervatillos de alce (0.5 %), cervatillos de uapiti de Manchuria (1.1 %), cervatillos de ciervo sica (2.2 %), cervatillos de corzo siberiano (1.6 %), crías gorales de cola larga (2.2 %) y los lechones de jabalí (1.1 %). En menor proporción se hayaron aves, peces (salmones), invertebrados, miel y frutas. El número de martas depende de la abundancia de ciervos almizcleros. La marta es un peligro particular para el ciervo almizclero en invierno, cuando no les es posible tomar crías de otros animales ungulados, estos están disponibles para ellos solo hasta un peso de 10–12 kg. En otoño, no es menos peligroso para el ciervo almizclero cuando grupos de camadas casi adultas de martas, pero aún no dispersas, cazan ciervo almizcleros. En invierno, la marta de garganta amarilla intenta ahuyentar al ciervo almizclero al hielo. En 1936, en los ríos Armu y Nantsa, en una distancia de 200 km, se encontraron los cadáveres de 26 ciervos almizcleros muertos por martas (1 por 7,7 km); en 1952, a lo largo del río Sitsa — 4 por 30 km. Dos o tres martas pueden comer un ciervo almizclero en 2-3 días. G. F. Bromley estudio la alimentación de la marta en Krai de Primorie, siguiendo rastros de la especie y analizando cuevas abandonadas por estas mismas; durante su monitoreo tras las martas, encontró restos de ciervos almizcleros, ardillas, grevól común, pájaros carpinteros, liebre de montaña y martas de cibellinas asesinados, mientras que los refugios analisados contenían restos de liebres de Manchuria y grevól común.
En Corea, tras la extinción de los grandes depredadores, las martas de garganta amarilla se convirtieron en los depredadores ápices; Tras el análisis de 414 heces en el Monte Jirisan y Songnisan, demostró que los grandes mamíferos, como jabalíes, corzos siberianos y los ciervos acuáticos chinos, mucho más grandes que ellos mismos, representaron el 29 % del total de presas. El 50,6 % de productos alimenticios de origen animal restantes eran ardillas rojas, ardillas coreanas, ardillas voladoras siberianas, liebres coreanas, ratones listados, topillos, aves (como las tórtolas) y avispas, y el 20 % de alimentos vegetales como Actinidia, cerezas, caléndulas y caquis, a las martas les gustaba la miel y representaban el 6,2 % del total de la dieta. En particular, el venado acuático chino, el jabalí, la ardilla roja y la avispa, que las martas cazan principalmente, son animales representativos que dañan la agricultura y provocan conflictos con los agricultores. Otro método que se utilizó para estudiar la dieta de las martas de garganta amarilla en la Península de Corea fue por seguimiento de radio collar, analizando restos de presas dejadas por el camino y heces encontradas. El alimento de origen animal fueron incluyen la tórtola (Streptopelia orientalis), el arrendajo (Garrulus glandarius), la ardilla voladora (Pteromys volans), la ardilla roja (Sciurus vulgaris), la liebre coreana (Lepus coreanus), el venado acuático chino (Hydropotes inermis), el perro mapache (Nyctereutes), roedores de la familia Muridae y la avispa peluda (Vespa simillima). Mientras que el origen vegetal solo fue identificado por heces, siendo Actinidia, Diospyros, Phellodendron y Ilex macropoda. Woo Dong analiso más de 900 heces de martas de garganta amarilla en la Península de Corea, La frecuencia de aparición de los alimentos en la dieta de las martas fue 49,4 % de materiales vegetales, 29,1 % de mamíferos, 11,7 % de aves, 6,2 % de miel, 2,4 % de insectos y 1,1 % de anfibios y reptiles. Actinidia y el Diospyros fueron especialmente importantes durante el otoño y el invierno. Las martas comían mamíferos en todas las estaciones, con un pico en invierno, y sus presas incluían el venado acuático chino (Hydropotes inermis), los corzos siberianos (Capreolus pygargus) y el jabalíes (Sus scrofa), que cazaban en grupos. Otras presas de mamíferos incluyeron carnívoros (el perro mapache, la comadreja siberiana y el tejón asiático), ardillas, roedores, insectívoros y liebres; las aves se dividieron en 9 familias diferentes.

## Rango de hogar
El rango de las martas de garganta amarilla puede ser bastante extenso. Regularmente viajan de 10 a 20 km en un solo día en la parte norte de su rango, pero los individuos en otras áreas viajan menos. En Tailandia, las martas de garganta amarilla viajan aproximadamente 1 km por día y tienen un rango anual de 7.2 km². En Taiwán, el rango de hogar promedio de las hembras de martas es de 6,5 ± 5,53 km 2 (n=4), y las martas macho tenía 33,6 ± 38,97 km 2 (n=9), las hembras tenían un rango de hogar menos superpuesto que los machos.

## Reproducción
Las martas de garganta amarilla se reproducen anualmente entre febrero y marzo o entre junio y agosto. La gestación típicamente dura entre 220 y 290 días. Las camadas típicamente contienen 2 o 3 crías, aunque se han observado camadas de 4 o 5.
Otras especies del género Martes exhiben una implantación tardía, y es probable que las martas de garganta amarilla también empleen esta estrategia reproductiva considerando su período de gestación inusualmente largo en relación con la mayoría de los mamíferos. No se ha documentado más información sobre el crecimiento y desarrollo de estos animales.

## Amenazas
A diferencia de otros tipos de martas, la marta de garganta amarilla nunca fue cazada en grandes cantidades por su piel. Por su afición a la miel, por la que a veces destruye colmenas, y porque en algunas regiones se come su carne, es cazada por el hombre, pero la mayor amenaza es la destrucción de su hábitat natural, los bosques. Debido a su gran dispersión territorial, la marta de garganta amarilla no está en peligro de extinción.

## Subespecies
- Martes flavigula aterrima
- Martes flavigula borealis
- Martes flavigula chrysospila
- Martes flavigula flavigula
- Martes flavigula hainana
- Martes flavigula henrici
- Martes flavigula indochinensis
- Martes flavigula peninsularis
- Martes flavigula robinsoni
- Martes flavigula saba